# Сухобок Сергій Анатолійович
Сергій Анатолійович Сухобок (нар. червень 1964—пом.13 квітня 2015) — український журналіст та підприємець, засновник газети «Віддзеркалення» та співзасновник інтернет-видань «ProUA» і «Обком».

## Життєпис
Сергій Анатолійович Сухобок народився 3 червня 1964 року в місті Павлодар (Казахстан) у сім'ї українців, вихідців із Чернігівщини. Після закінчення школи поїхав в Україну вступив до Донецького Політехнічного Інституту.
За багаторічний досвід роботи в журналістиці Сергій напрацював багато матеріалів як суспільно-політичної, правової, соціальної спрямованості, так і економічної, які розміщувалися на сторінках видань, де він мав змогу друкуватися.  

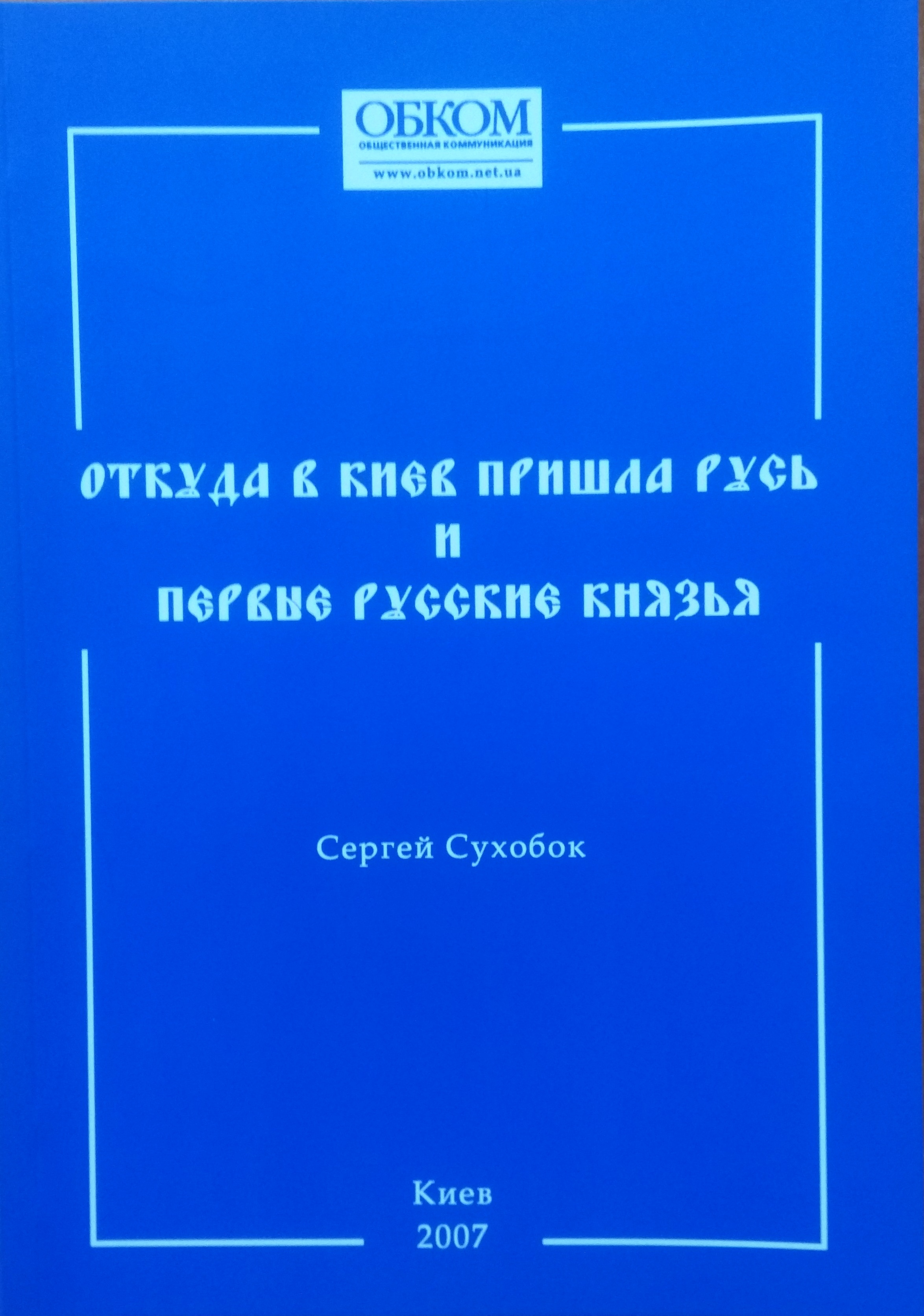

У 80-х роках займався суспільно-політичною діяльністю, а у 89-му стає делегатом від Донецька на установчій конференції партії «Рух» (повна назва «Народний Рух України за перебудову»). Був особисто знайомий із керівником партії В'ячеславом Максимовичем Чорноволом.
Навесні того ж 1989-го року Сергій бере активну участь у розкопках разом зі студентами історичного факультету Донецького університету на Рутченківському полі в Донецьку, де виявили масове поховання рештків понад 500 осіб із простреленими черепами. Після проведених досліджень було встановлено, що на місці розкопок поховані жертви репресій 1930-1940-х років.
У той же час Сергій починає займатися журналістикою, друкує свою першу паперову газету «Віддзеркалення». Але проіснувала вона недовго: після першого розгромного номеру весь другий тираж було знищено (за наполегливим проханням інвестора). Пачки надрукованої газети просто спалили.
Із кінця 1989-го і до середины 1991 р. Сергій Сухобок працює в редакції нової газети «Життя».
В середині 90-х розпочав роботу у щотижневику «ФБР: Фінанси. Бізнес. Реклама» (видання друкувалося в Донецькій і Луганській областях).
Паралельно зі своєю основною роботою Сергій наполегливо працює над книгою «Откуда в Киев пришла Русь и первые русские князья». Вона буде доповнена і опублікована у 2007 році тиражем у 1500 примірників. Частина з них була безкоштовно передана до київських бібліотек, зокрема і до Публічної бібліотеки ім. Лесі Українки.
З 1998 року — оглядач, заступник головного редактора тижневика «Діловий Донбас».
У лютому 2000 р. їде до столиці і стає одним із засновників і заступником головного редактора інтернет-видання «ProUA», яке проіснувало до весни 2001 року.
З вересня 2001—2009 рр. — один із засновників і менеджерів, спів-редактор інтернет-видання «Обком», як першого, так і другого.
Перший «Обком» був знищений в лютому 2002 р., начебто помилково податковою службою, яка в незаконний спосіб вилучила (а фактично вкрала) всі комп'ютери і документи редакції. Після цього Сухобок ще довгий час домагався правди в судах і шукав шляхи поновлення роботи сайту. І це сталося — другий «Обком» почав відроджуватися вже з жовтня 2002 р.
2009-2010 рр. — стає заступником головного редактора інтернет-видання ProUA.
З 2010 р. працював фрілансером.

## Вбивство
Про вбивство стало відомо 15 квітня 2015 року, про це одним із перших повідомило інтернет-видання «Обком», співзасновником якого був Сухобок.
Його скривавлене тіло було знайдено 13 квітня, приблизно в 0 год. 54 хв. на одній із вулиць міста Києва мікрорайону Русанівські сади. Лікарі, що прибули на місце події, не змогли врятувати життя Сергія, чоловік помер під час надання першої медичної допомоги.
У ході слідства правоохоронці з'ясували, що жертвою злочину став відомий донецький журналіст Сергій Анатолійович Сухобок. Він деякий час проживав на дачі у свого товариша, і останні декілька місяців конфліктував зі своїми сусідами. У ніч з 12 на 13 квітня 2015 року двоє чоловіків 1993 р.н. та 1985 р.н. у стані алкогольного сп'яніння прийшли до помешкання журналіста, сталася сварка між Сергієм Сухобоком та незваними гостями, яка невдовзі переросла у бійку.
Підозрюваних осіб було виявлено за місцем проживання. Правоохоронцями було вилучено одяг з бурими плямами, як можливі докази. Самих чоловіків затримано. Слідчим відділом Дніпровського районного управління було розпочате кримінальне провадження за статтею 121 Кримінального кодексу України (умисне тяжке тілесне ушкодження), що передбачає до 8 років позбавлення волі.
Тіло журналіста для поховання, запланованого на 17 квітня 2015 року, перевезли з Києва до Полтави, де проживають його рідні.